# Черны-Стефаньска, Галина
Галина Черны-Стефаньска (Halina Czerny-Stefańska, 31 декабря 1922 — 1 июля 2001) — польская пианистка, лауреат международных конкурсов и государственных наград.

## Биография
Происходила из знатной семьи. Родилась в Кракове. Училась у Альфреда Корто в Высшей нормальной школе музыки в Париже, а затем у Збигнева Джевецкого в Краковской консерватории, которую закончила в 1950 году. Во время Второй мировой войны скрывалась в родовом имении в селе Бранице (окрестности Кракова).
Ещё будучи студенткой, в 1949 году получила первую премию на конкурсе пианистов имени Шопена (разделила её вместе с Беллой Давидович). Победа на конкурсе открыла Галине Черны-Стефаньске дорогу к международной карьере. Она выступала в самых престижных концертных залах Европы, Японии, США, Южной Америке. Более 20 концертных турне пианистка осуществила в Советском Союзе. Она выступала в сопровождении известных симфонических оркестров с такими дирижёрами, как Зубин Мета, Георг Шолти, Витольд Ровицкий и другие. Её концертный репертуар включает произведения от барокко до современной музыки, но преобладают произведения Шопена.
В более поздние годы Черны-Стефаньску приглашали в жюри международных конкурсов, в том числе имени Чайковского (1970, 1974, 1978, 1986 и 1998) и Фредерика Шопена (1980, 1985, 1990, 1995 и 2000). Также она занималась преподавательской деятельностью, в частности давала мастер-классы в ряде высших музыкальных заведений Японии.
Пианистка также участвовала в общественно-политической жизни Кракова. В 1976—1984 годах была в городе Кракова, а с 1978—1985 гг членом Комитета по реставрации памятников Кракова. Она была одной из основателей краковской галереи Кужницы (наряду с такими художниками, как Анджей Вайда). В 1981—1983 годах была членом Президиума комитета организации Фронт народного единства. Она принадлежала к небольшой группе художников, которые демонстративно выражали поддержку власти во времена военного положения, за что была освистана на концерте 14 апреля 1982 в филармонии Кракова.

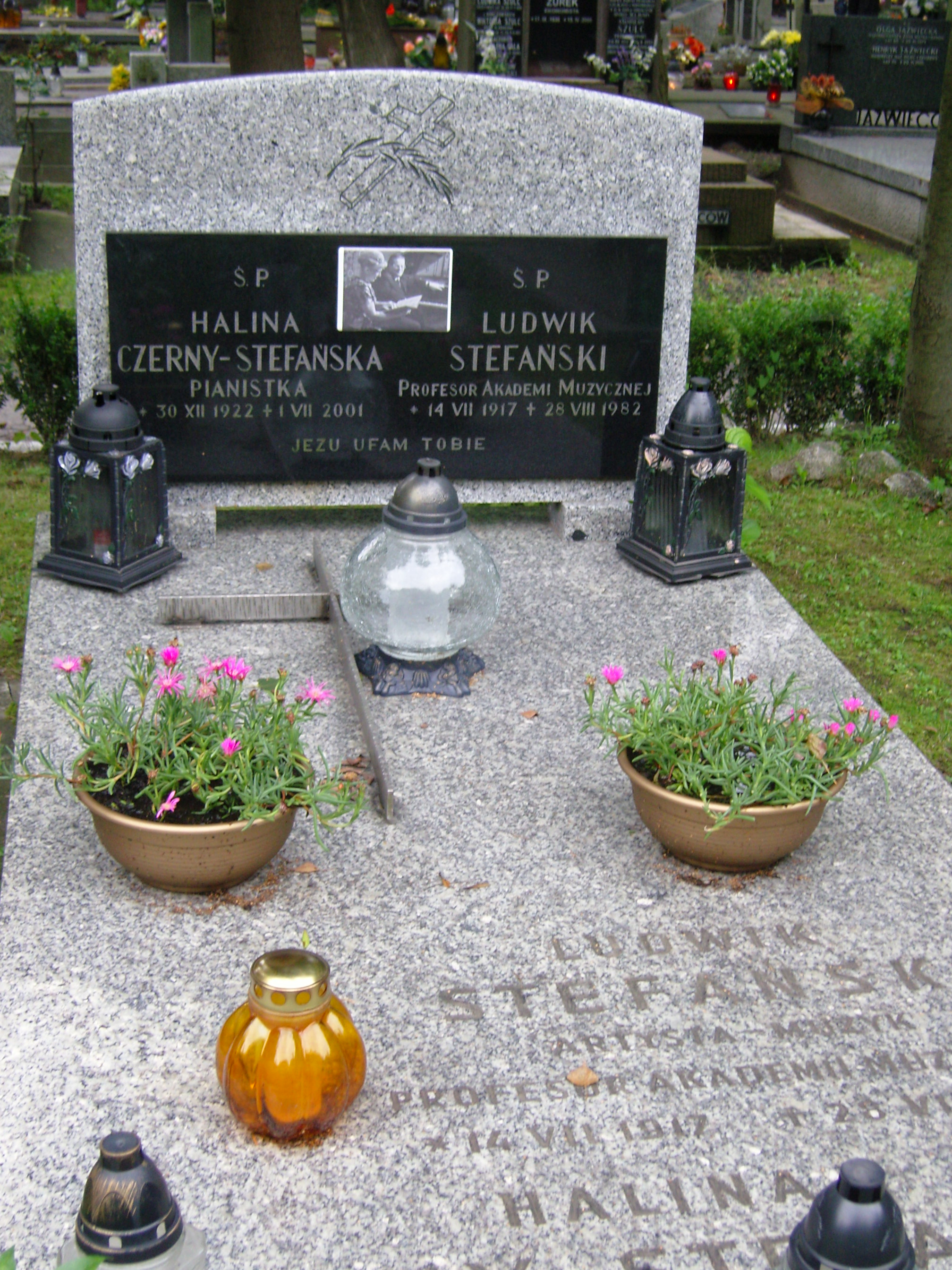
Надгробие в Кракове

Была замужем за пианистом Людвиком Стефанским (Ludwik Stefański). Их дочь, Эльжбета Стефанская-Лукович (Elżbieta Stefańska-Łukowicz, род. 1943) — клавесинистка и профессор Краковской музыкальной академии. Похоронена вместе с мужем в Кракове.

## Награды
- Орден Строителей Народной Польши (1984).
- Командорский крест ордена Возрождения Польши (1959).
- Орден Знамени Труда I степени (1953).
- Медаль «40-летие Народной Польши» (1984).
- Орден Дружбы народов (20 апреля 1987 года, СССР) — за вклад в дело укрепления дружбы и сотрудничества с Советским Союзом[4].